# Slagerij

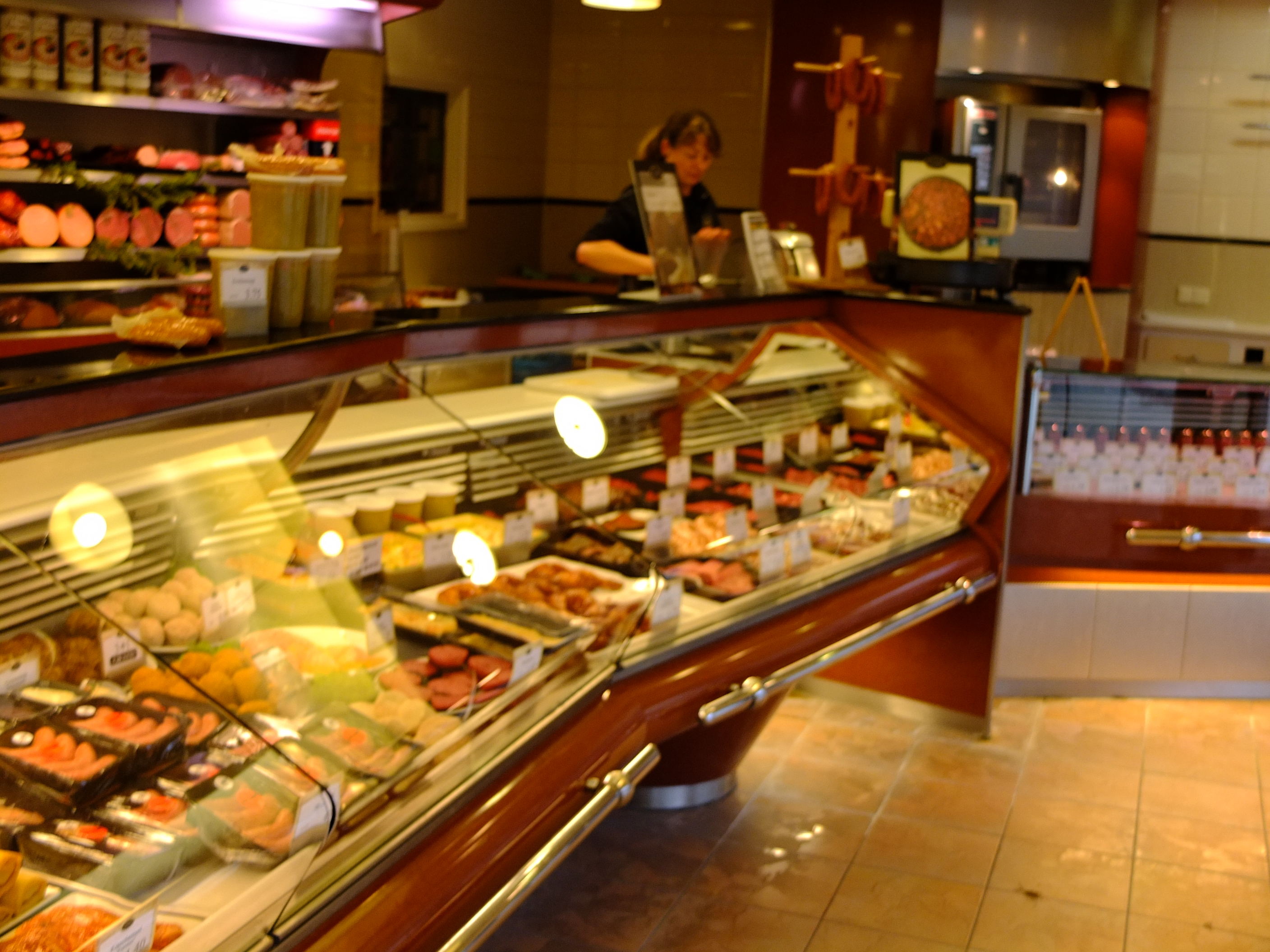
Slagerij in Breda

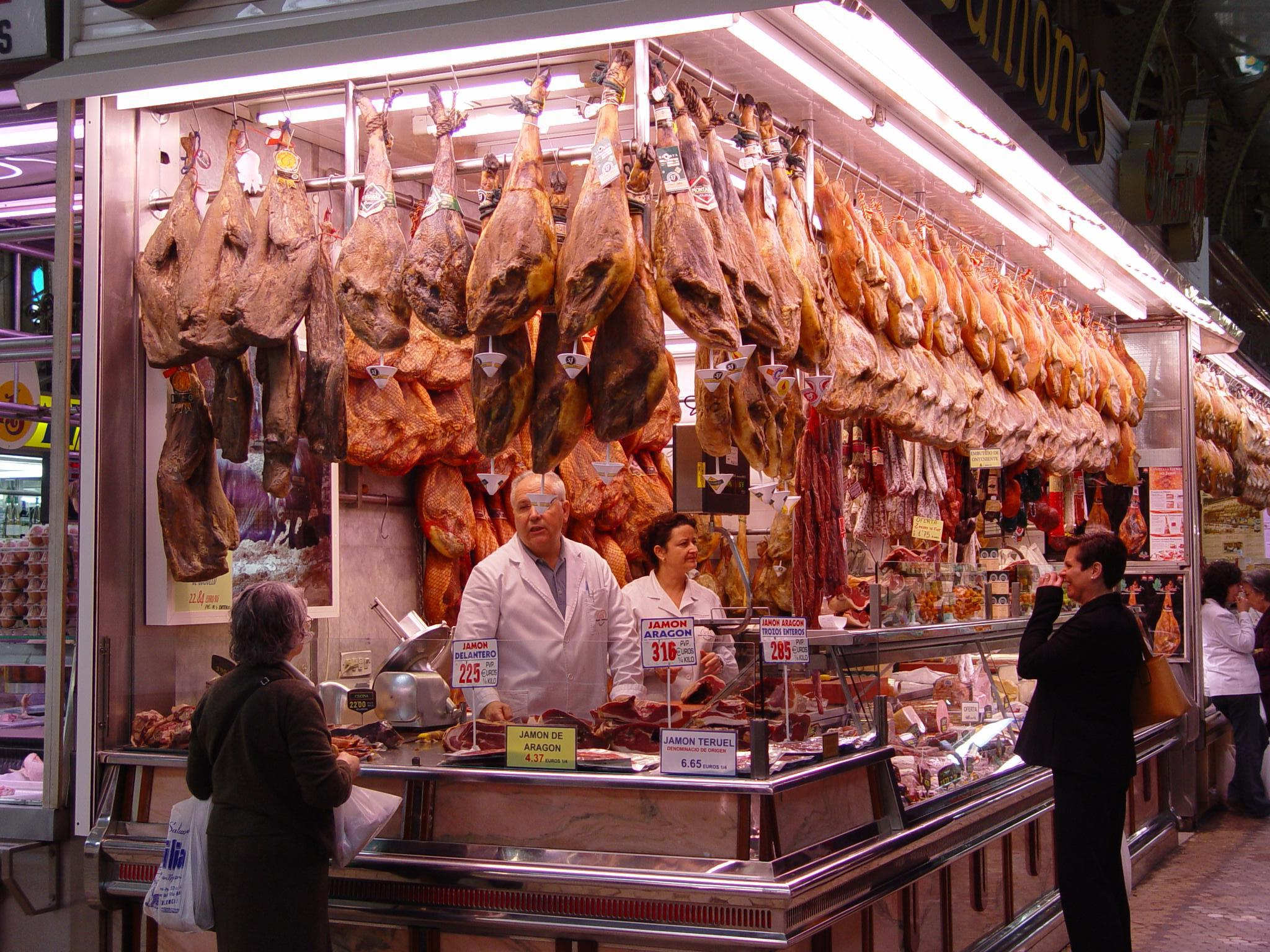
Slagerij in Valencia

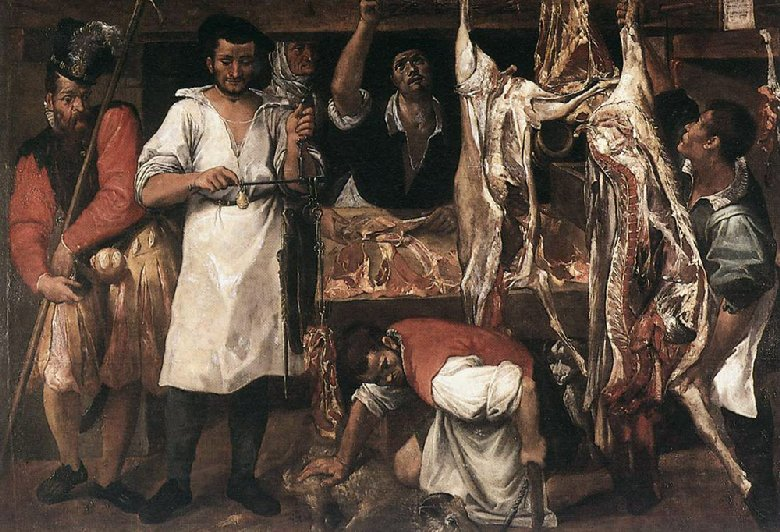
De slagerij, geschilderd door Annibale Carracci (1580)

Een slagerij is een winkel gespecialiseerd in vlees en vleeswaren.
De uitbater, vaak ook de eigenaar, noemt men de slager. In Vlaanderen worden ook de termen beenhouwerij en beenhouwer nog gebruikt. Het vlees en de vleeswaren zijn over het algemeen, en vroeger zeker, uitsluitend rund- en varkensvlees.
Paardenvlees werd verkocht door de paardenslager. Wild, kip en gevogelte wordt verkocht door de poelier. Vaak worden geslachte dieren aangeleverd vanaf het slachthuis, en in de slagerij tot product verwerkt dat aan de consument verkocht wordt.
In een slagerij worden geen dieren geslacht, vanwege hygiëne en voedselveiligheid vindt dat plaats in een slachterij en worden de karkasdelen door de groothandel gevroren aangeleverd. Een slagerij met een eigen slachterij is een zogenaamde zelfslachtende slagerij.
Een slagerij die ook kant-en-klare producten verkoopt, zoals salades noemt zich vaak slagerij-traiteur. Daarnaast zijn er biologische slagerijen die biologisch vlees verkopen en scharrelslagerijen die scharrelvlees verkopen.

## Geschiedenis
Vlees werd verkocht op de markt waarbij het vee beschikbaar kwam bij veemarkten. In grotere steden werd dit geconcentreerd in vleeshallen, zoals bijvoorbeeld de Vleeshal van Haarlem.
Moderne slagerijen kwamen op door ontwikkeling van machines rond 1900, waarbij op bestelling vlees- en worst geleverd werd. Vanaf de jaren 1930 kwamen koelinstallaties beschikbaar. Na de Tweede Wereldoorlog kwamen slagerijen met zogenaamde kijkwijstoonbanken beschikbaar waarin vlees gekoeld onder een glazen vitrine zichtbaar en door de klant aan te wijzen is. In de jaren 1950 was 'de moderne slagerij' te herkennen aan vijf pijlers: hygiëne, kwaliteit, dienstbetoon, vakmanschap en efficiency.
Sinds 1 juni 2011 moeten alle slagers werken volgens de Hygiënecode voor het Slagersbedrijf. Opgaven voor de slagerij van nu zijn duurzaamheid en dierenwelzijn.

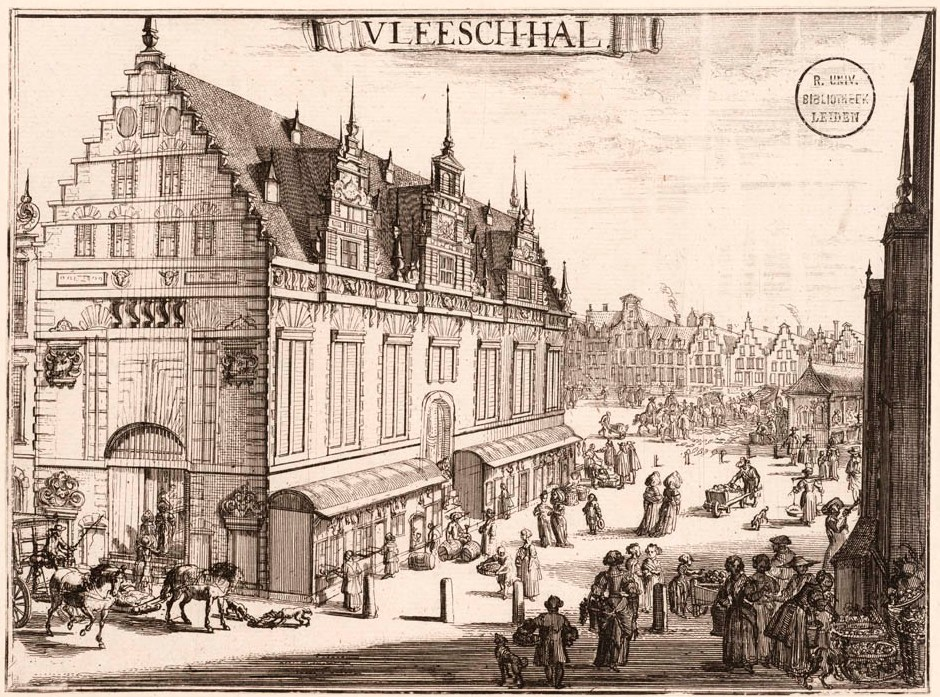
Vleeshal Haarlem